# Aide Iskandar
Aide Iskandar Bin Sahak (Singapore, 28 maggio 1975) è un allenatore di calcio ed ex calciatore singaporiano, di ruolo difensore.
Dal 2009 allena il Hougang United.
È stato capitano della Nazionale singaporiana, dal 2003 al 2007.

## Palmarès

### Club
- Campionato singaporiano: 2

Home United: 1999, 2003
- Coppa di Singapore: 4

Home United: 2000, 2001, 2003
Tampines Rovers: 2006

### Nazionale
- Tiger Cup/Campionato dell'ASEAN di calcio: 3

1998, 2004, 2007